# Il guru (film 1969)
Il guru (The Guru) è un film del 1969 diretto da James Ivory.